# (5752) 1992 CJ
(5752) 1992 CJ es un asteroide perteneciente al cinturón de asteroides descubierto el 10 de febrero de 1992 por Nobuhiro Kawasato desde el Uenohara Observatory, Japón.

## Designación y nombre
Designado provisionalmente como 1992 CJ.

## Características orbitales
1992 CJ está situado a una distancia media del Sol de 2,243 ua, pudiendo alejarse hasta 2,520 ua y acercarse hasta 1,967 ua. Su excentricidad es 0,123 y la inclinación orbital 5,514 grados. Emplea 1227,57 días en completar una órbita alrededor del Sol.

## Características físicas
La magnitud absoluta de 1992 CJ es 13,6. Tiene 4,808 km de diámetro y su albedo se estima en 0,334. 